# Nysa Kłodzka
Nysa Kłodzka (tysk: Glatzer Neiße eller Schlesische Neiße tjekkisk: Kladská Nisa) er en biflod til Oder i det sydvestlige Polen. Den har en længde på 195 km og den 21. længste flod i Polen. Oplandet er 4566 km² (3744 i Polen).
Nysa Kłodzka er delvist reguleret og har ofte ført til alvorlige oversvømmelser i de omkringliggende byer.

## Byer langs Nysa Kłodzka
(Tyske navne i parentes)
- Bardo (Wartha)
- Bystrzyca Kłodzka (Habelschwerdt)
- Kamieniec Ząbkowicki (Kamenz N.S.)
- Kłodzko (Glatz)
- Lewin Brzeski (Löwen)
- Międzylesie (Mittelwalde)
- Nysa (Neiße)
- Otmuchów (Ottmachau)
- Paczków (Patschkau)

50°49′08″N 17°39′30″Ø / 50.819°N 17.6582°Ø